# Microsoft Office 2019
Microsoft Office 2019 (кодова назва — Office 17) — версія офісного пакету компанії Microsoft, наступна за Microsoft Office 2016. Анонс нової версії Office відбувся на конференції Microsoft Ignite 26 вересня 2017 року. Випуск офісного пакету відбувся 24 вересня 2018 року. Office 2019 підтримується тільки на Windows 10, macOS останніх трьох версій та Windows Server 2016. Також Office 2019 і Office 2016 не можуть працювати одночасно на одному пристрої.
Термін основної підтримки Office 2019 — п'ять років, розширена підтримка завершиться в жовтні 2025. Ця версія офісного пакету поширюється тільки за допомогою технології click-to-run, MSI-інсталятори компанія публікувати не буде.

## Нововведення
- Word — нововведення зосереджені на спрощенні роботи з текстом. Впроваджено темну тему оформлення, інструменти навчання роботі (опис і голосові підказки), озвучування тексту, вдосконалене рукописне введення тексту, покращення соціальних функцій програми. Для Mac додано фокусування (поміщення досліджуваного користувачем контенту попереду і по центру), перекладач, покращений рукописний текст, налаштовувану стрічку інструментів і покращення соціальних функцій програми.
- Excel — зосереджено на аналізі даних. Додано воронкоподібні графіки, 2D-карти і часові шкали, нові функції та елементи з'єднання Excel, можливість публікації Excel в PowerBI, удосконалення PowerPivot і PowerQuery. Для Mac додано воронкоподібні графіки, 2D-карти і часові шкали, функції CONCAT, TEXTJOIN, IFS, SWITCH.
- PowerPoint — забезпечено створення більш вражаючого контенту. Впроваджено можливості з масштабування для розташування слайдів у презентаціях, ефект переходу між слайдами «Морфінг» (плавне перетворення одного зображення в інше), вставлення іконок, зображень в форматі SVG і тривимірних моделей, вдосконалено набір інструментів. Для Mac, крім тих же нововведень, додано експорт 4K відео та відтворення послідовності слайдів за клацанням.
- Outlook — спрямовано на ефективніше управління електронною поштою. Оновлено картки контактів, використання груп Microsoft 365, додано функцію згадок у тексті користувачів, сфокусована папка вхідних листів, короткі звіти про і подорожі й доставки. Для Mac, крім тих же нововведень, додано функцію відкладеного відсилання листів і шаблони листів.

Функції безпеки Office 2019 для Windows повторюють функції Office 2016 і також включають в себе Windows Information Protection (WIP) для додатків. Функції безпеки Office 2019 для Mac відповідають тим, що встановлені в Office 2016.